# Corning (Nova York)
Corning és una població dels Estats Units a l'estat de Nova York. Segons el cens del 2000 tenia 10.842 habitants.

## Demografia
Segons el cens del 2000, Corning tenia 10.842 habitants, 4.996 habitatges, i 2.667 famílies. La densitat de població era de 1.346 habitants per km².
Dels 4.996 habitatges en un 26,2% hi vivien nens de menys de 18 anys, en un 37,6% hi vivien parelles casades, en un 12,3% dones solteres, i en un 46,6% no eren unitats familiars. En el 40,1% dels habitatges hi vivien persones soles el 15,5% de les quals corresponia a persones de 65 anys o més que vivien soles. El nombre mitjà de persones vivint en cada habitatge era de 2,14 i el nombre mitjà de persones que vivien en cada família era de 2,89.
Per edats la població es repartia de la següent manera: un 23,3% tenia menys de 18 anys, un 8,6% entre 18 i 24, un 29,2% entre 25 i 44, un 21,1% de 45 a 60 i un 17,8% 65 anys o més.
L'edat mediana era de 38 anys. Per cada 100 dones de 18 o més anys hi havia 83,5 homes.
La renda mediana per habitatge era de 32.780 $ i la renda mediana per família de 46.674 $. Els homes tenien una renda mediana de 39.805 $ mentre que les dones 27.489 $. La renda per capita de la població era de 22.056 $. Entorn del 9,1% de les famílies i el 13% de la població estaven per davall del llindar de pobresa.

## Poblacions més properes
El següent diagrama mostra les poblacions més properes.